# Anke Reschwamm-Schulze
Anke Reschwamm-Schulze (Bautzen, 8 dicembre 1972) è un'ex fondista tedesca.

## Biografia
In Coppa del Mondo esordì il 18 dicembre 1992 in Val di Fiemme (36ª) e ottenne il primo podio il 7 febbraio 2004 a La Clusaz.
In carriera prese parte a due edizione dei Giochi olimpici invernali, Nagano 1998 (37ª nella 5 km, 38ª nella 15 km, 26ª nella 30 km, 31ª nell'inseguimento, 5ª nella staffetta) e Salt Lake City 2002 (35ª nella 15 km, 10ª nella sprint), e a sei dei Campionati mondiali (5ª nella staffetta a Thunder Bay 1995 il miglior risultato).

## Palmarès

### Coppa del Mondo
- Miglior piazzamento in classifica generale: 22ª nel 1997
- 2 podi (entrambi a squadre[1]):
  - 1 secondo posto
  - 1 terzo posto